# Мегаварна
Деванг Мегаварна (Магаварна) (*д/н — після 1570) — 3-й раджа-алам Пагаруюнга у 1540—1570 роках. Відомий також як Султан Бакілам Алам.

## Життєпис
Походив з династії Маулі. Старший син Шрі Деваварни і Путі Деві Рангговані. Відомостей про нього обмаль. Посів трон 1540 року, ймовірно після декількомісячної боротьби. Головними тенденціями стала подальша ісламізація та занепад традиційної буддійської культури, з одного боку, а з іншого — послаблення центрально ївлади та можливостей монарха, що відбулося в процесах дезінтегарції.
Також дослідниками під сумнів ставиться прмоіж його панування, оскільки 30-річний відрізок стає своєрідним шаблоном для визнання часу володарювання. Зрікся влади (або був повалений) на користь брата Султан Індонаро. Також припускають, що міг втратити володіння внаслідок поразок від султанату Ачех.